# Едуард Толман
Едуард Чейс Толман (на английски: Edward Chace Tolman) е американски психолог.

## Научна дейност
Едуард Толман е най-известен с изследванията си в полето на бихевиоризма, и по-специално с теорията си за ученето. Много психолози я разглеждат като „когнитивна полева теория“, въпреки че в множеството си експерименти предимно с бели плъхове, той винаги подчертава поведението. Разглежда поведенческото събитие като моларно, а не молекулярно, което означава, че събитието трябва да се идентифицира и опише като цяло, а не да се редуцира до серия от рефлекси. Освен това приема поведението като имащо цел, посочвайки значението на целенасочеността. Посоката, в която поема организмът, зависи от перцепциите му на целта и от тоталността на ситуацията заедно с очакванията, развити по отношение на ситуацията.
Толман е известен с въвеждането на понятието „междинна променлива“ в психологията. Междинните променливи включват фактори, които са плод на умозаключения, не са наблюдавани и помагат на обяснението на събитието, но не са директно верифицируеми.
И накрая той е убеден, че ученето може да се осъществи и при отсъствието на цел. Нарича го „латентно учене“. Макар че не е директно наблюдаемо, ученето може да се осъществи имплицитно, а по-късно реалността на латентното учене може да стане видима, когато целта е въведена.